# 周明镇
周明镇（1918年11月9日—1996年1月4日），男，江苏南汇（今属上海）人，中国古脊椎动物学家。继杨锺健之后，为中国恐龙研究的先驱和奠基人之一。

## 生平
1946年毕业于重庆大学地质系，1946至1947年任台湾地质调查所技士，1948年获邁阿密大學硕士学位，1950年在美国理海大学获生物学博士学位。1951至1952年任山东大学副教授。1952至1996年任中国科学院古脊椎动物与古人类研究所副研究员、研究员。1979年至1984年任所长。1980年当选中国科学院学部委员（院士）。1996年1月4日在北京逝世，享年77岁。

## 社会兼职
曾任国际古生物协会（International Palaeontological Association, IPA）副主席、人类起源研究所（美国）研究员、中国自然科学博物馆协会理事长、中国兽类学会副理事长。